# 문화야 놀자
《문화야 놀자》는 대한민국의 라디오 채널 MBC 표준FM에서 방송했던 교양, 문화 전문 라디오 프로그램이다.
2004년 MBC 라디오 가을 개편에 따라 신설되었으며, 2011년 MBC 라디오 봄 개편으로 인해 2011년 5월 8일 이후 7년 만에 폐지되었다.

## 역대 방송시간
| 방송 채널  | 방송 기간                          | 방송 시간                                               | 방송 분량                    |
| ---------- | ---------------------------------- | ------------------------------------------------------- | ---------------------------- |
| MBC 표준FM | 2004년 10월 31일 ~ 2006년 4월 23일 | 매주 일요일 오전 11:10 ~ 11:40                          | 30분                         |
| MBC 표준FM | 2006년 4월 29일 ~ 2009년 10월 18일 | 토요일 오전 11:10 ~ 11:40, 일요일 오전 11:10 ~ 낮 12:00 | 30분 (토요일), 50분 (일요일) |
| MBC 표준FM | 2009년 10월 25일 ~ 2011년 5월 8일  | 매주 일요일 오전 11:10 ~ 낮 12:00                       | 50분                         |

## 역대 DJ
- 1대 : 오지혜 (2004년 10월 31일 ~ 2010년 10월 17일)
- 2대 : 이동진 (2010년 10월 24일 ~ 2011년 5월 8일)

## 같이 보기
관련 항목
- 교양
- 문화

방송 프로그램
- KBS 뉴스특보 (KBS 보도본부 제작)
- 해피선데이 (KBS 예능본부 제작)
- 감성다큐 미지수 (KBS 2TV)
- 자이언트 펭TV (EBS 1TV)
- 히어로 써클 (EBS·스튜디오 티앤티 공동 제작)
- MBC 뉴스특보 (MBC 보도본부 제작)
- 실화탐사대 (MBC TV)
- SBS 뉴스특보, 그것이 알고싶다, 궁금한 이야기 Y, 신발 벗고 돌싱포맨, SBS 뉴스 이슈진단 (SBS TV)
- MBN 뉴스특보 (MBN)
- 이것은 실화다 (TV조선)
- 천일야사, 채널A 뉴스특보 (채널A)
- YTN 뉴스특보 (YTN)
- 연합뉴스TV 뉴스특보 (연합뉴스TV)
- 아르곤 (tvN)
- 진격의 언니들 (채널S)
- 지금은 라디오 시대, 손에 잡히는 경제, 배순탁의 B side, 출발 주말세상 차미연입니다, 모두의 퀴즈생활 서유리입니다, 주말엔 나비인가봐, 마음연구소 (MBC 표준FM)
- 라디오 고해소 비밀번호 1053 (cpbc FM)